# Éric Averlant
 (août 2010).
Si vous disposez d'ouvrages ou d'articles de référence ou si vous connaissez des sites web de qualité traitant du thème abordé ici, merci de compléter l'article en donnant les références utiles à sa vérifiabilité et en les liant à la section « Notes et références ».
Pour les articles homonymes, voir Averlant.
Éric Averlant est un comédien français, né en 1962.

## Biographie
Très reconnaissable à sa corpulence, il tient de nombreux seconds rôles. Robert Hossein a souvent fait appel à lui au théâtre, tout comme Josée Dayan à la télévision. Au cinéma, on se souvient de ses rôles de Tourneur dans Delicatessen, ou de Frère Raoul dans Les Visiteurs.

## Filmographie

### Cinéma
- 1986 : Kamikaze de Didier Grousset
- 1986 : Les Fugitifs de Francis Veber
- 1987 : Sale Destin de Sylvain Madigan
- 1989 : Un père et passe de Sébastien Grall
- 1989 : Hiver 54, l'Abbé Pierre de Denis Amar
- 1990 : Baby Blood de Alain Robak
- 1990 : La voce della luna de Federico Fellini
- 1990 : Il y a des jours... et des lunes de Claude Lelouch
- 1990 : Plein Fer de Josée Dayan
- 1991 : Delicatessen de Marc Caro et Jean-Pierre Jeunet
- 1991 : La Montre, la Croix et la Manière (The Favour, the Watch and the Very Big Fish) de Ben Lewin
- 1992 : Drôme de Drame de Georges Saint-Yves
- 1992 : Blanc d'ébène de Cheik Doukouré
- 1992 : Les Visiteurs de Jean-Marie Poiré
- 1993 : Profil bas de Claude Zidi
- 1997 : Les Couloirs du temps : Les Visiteurs 2 de Jean-Marie Poiré
- 1998 : Bingo! de Maurice Illouz
- 1998 : Que la lumière soit! de Arthur Joffé
- 1999 : Swamp! de Eric Bu
- 2001 : Le Baiser mortel du dragon de Chris Nahon
- 2001 : Grégoire Moulin contre l'humanité de Artus de Penguern
- 2003 : L'Outremangeur de Thierry Binisti
- 2006 : Jean-Philippe de Laurent Tuel

### Télévision
- 1986 : Vidéo-clip Les brunes comptent pas pour des prunes Lio, réalisation de Costa Kekemenis
- 1988 : Sueurs froides, épisode : La sublime aventure de René Manzor
- 1988 : Les Dossiers secrets de l'inspecteur Lavardin épisode : L'Escargot noir de Claude Chabrol
- 1989 : Vidéo-clip Petite Fille du groupe Les Wampas
- 1989 : Les Enquêtes du commissaire Maigret, épisode : Tempête sur la Manche d'Édouard Logereau
- 1989 : La Danse du scorpion de Josée Dayan
- 1989 : Les Grandes Familles d'Édouard Molinaro
- 1990 : S.O.S disparus, épisode : Fati et ses frères de Pierre Boutron
- 1992 : Princesse Alexandra de Denis Amar
- 1992 : Jo et Milou de Josée Dayan
- 1992 : Le Secret du petit milliard de Pierre Tchernia
- 1993 : Le Vin qui tue de Josée Dayan
- 1993 : Julie Lescaut, épisode : Trafics de Josée Dayan
- 1994 : La Guerre des privés  épisode : Tchao Poulet de Josée Dayan
- 1995 : La Rivière Espérance de Josée Dayan
- 1996 : La Rançon du chien de Peter Kassovitz
- 1997 : Les Héritiers de Josée Dayan
- 1998 : Le Comte de Monte-Cristo de Josée Dayan
- 2000 : Les Misérables de Josée Dayan
- 2002 : Marc Eliot, épisode : Un beau salaud de Denis Amar
- 2004 : Milady de Josée Dayan
- 2006 : Au crépuscule des temps de Sarah Lévy
- 2010 : Ni reprise, ni échangée de Josée Dayan

## Théâtre
- 1983 : Un homme nommé Jésus de Robert Hossein
- 1985 : Jules César de William Shakespeare, mise en scène Robert Hossein
- 1986 : Les Brumes de Manchester de Frédéric Dard, mise en scène Robert Hossein, Théâtre Marigny
- 1987 : Les Brumes de Manchester de Frédéric Dard, mise en scène Robert Hossein, Théâtre de Paris
- 1987 : L'Affaire du courrier de Lyon d'Alain Decaux et Robert Hossein, mise en scène Robert Hossein, Palais des congrès de Paris
- 1991 : Le Haut-de-forme d'Eduardo De Filippo, mise en scène Jacques Nichet, Théâtre des Treize Vents, théâtre de la Ville, tournée
- 1992 : Les Bas-fonds de Maxime Gorki, mise en scène Robert Hossein
- 1993 : Marie-Antoinette de Robert Hossein
- 1995 : Mafia, ma non troppo de Oscar Sisto
- 2001 : Coupable ou non coupable de Robert Hossein
- 2001 : Crime et Châtiment de Fiodor Dostoïevski, mise en scène Robert Hossein
- 2002 : C'était Bonaparte de Robert Hossein
- 2004 : On achève bien les chevaux de Horace McCoy, mise en scène Robert Hossein
- 2007 : N'ayez pas peur ! Jean-Paul II de Robert Hossein